# Бондоне
Бондо̀не (на италиански: Bondone, на местен диалект: Bondù, Бонду) е село и община в Северна Италия, автономна провинция Тренто, автономен регион Трентино-Южен Тирол. Разположено е на 720 m надморска височина. Населението на общината е 673 души (към 2015 г.).